# Volusianus von Trier
Volusianus war Bischof von Trier am Ende des 5. Jahrhunderts.

## Leben
Die rasche Folge von Bischofsnamen Ende des 5. und Anfang des 6. Jahrhunderts lässt auf unruhige Zeiten in der Umbruchphase von der römischen zur fränkischen Herrschaft im Raum Trier schließen. Trier selbst wurde 496 fränkisch. Nach einer Zeit der Krise der christlichen Gemeinschaft hatte schon unter seinem Vorgänger Marus eine gewisse Stabilisierung stattgefunden. 
Volusianus wurde mit dem sogenannten Silvesterprivileg in Verbindung gebracht. Darin hat Papst Silvester I. (314–335) der Trierer Kirche bestimmte Vorrechte gewährt. Der Bischof hat danach die Urkunde abschreiben lassen. Das Privileg selbst und diese Zuschreibung ist erst für das 10. und 11. Jahrhundert nachweisbar. Überliefert ist der Text sogar erst aus dem Hochmittelalter. Trotz Zweifel an der Echtheit der Überlieferung, ist nicht ganz ausgeschlossen, dass Volusianus im Rahmen der Konsolidierung der Trier Kirche Abschriften von Texten aus römischer Zeit veranlasst hat. 
Obwohl die Trierer Tradition Volusianus mit der Überlieferung des Silvesterprivilegs eine nicht unwichtige Rolle in der Zeit des Übergangs von der Spätantike zum Frühmittelalter zu schrieb, hat es wohl nie eine Verehrung des Bischofs als Heiligen oder Seligen gegeben. Wo Volusianus begraben wurde, ist nicht bekannt.